# هادرزفیلد
latitudeهادرزفیلدlongitudeهادرزفیلد
هادرزفیلد (به انگلیسی: Huddersfield) شهری در کشور انگلستان است که این کشور خود بخشی از بریتانیا محسوب می‌شود. این شهر در سال ۱۹۹۱ میلادی ۱۴۳٫۷۲۶ نفر جمعیت داشته و در سرشماری سال ۲۰۰۱ جمعیت آن به ۱۴۶٫۲۳۴ نفر رسیده‌است. میزان رشد سالانهٔ جمعیت هادرزفیلد ‎-۰٫۸۷ درصد می‌باشد و جمعیت این شهر در سال ۲۰۱۲ به ۱۳۲٫۸۳۳ نفر تغییر یافت.